# Peter Groeger
Peter Groeger (Gröbzig, 1933. június 1. – Berlin, 2018. január 16.) német színész, színházi színész és filmszínész. Az Anhalti Szabadállamban született. Szerepel televíziós műsorokban és rádióműsorokban is, de szinkronizálásáról is ismert, több videójáték német változatának ő adja a hangját.